# Теклівка (Тернопільський район)
Теклі́вка — село в Україні, у Скалатській міській громаді Тернопільського району Тернопільської області. Розташоване на півдні району. До 2015 року підпорядковане Магдалівській сільській раді.
Населення — 243 особи (2007).

## Історія
Перша писемна згадка — 1785.
Діяли товариства «Просвіта», «Рідна школа», «Союз українок» та інші.
З 1947 року мешканці села зазнали каральної акції операції «Захід».
З 24 серпня 1991 року село входить до складу незалежної України.
14 липня 2015 року ввійшло у склад Скалатської міської громади. 
12 червня 2020 року, відповідно до розпорядження Кабінету Міністрів України  № 724-р «Про визначення адміністративних центрів та затвердження територій територіальних громад Тернопільської області», село увійшло до складу Скалатської міської громади.
19 липня 2020 року в результаті адміністративно-територіальної реформи та ліквідації Підволочиського району, село увійшло до складу новоствореного Тернопільського району.

## Пам'ятки
Є церква святих апостолів Петра і Павла (2007, мурована), «фігура».
Насипано символічну могилу Борцям за волю України (1990-ті).

## Соціальна сфера
Працюють ЗОШ1 ступ., клуб, ФАП, торговельний заклад.

## Відомі люди

### Народилися
- Іван Білінський — (1983—2016) — солдат Збройних сил України, учасник російсько-української війни[4].
- Голояд Павло — активний діяч ОУН, страчений польською владою.
- Голояд Володимир (псевдо: «Чиж»; 1913 — † 13 грудня 1944, с.Розжалів, Радехівського р-н) — співробітник головної референтури СБ при Проводі ОУН.
- Голояд Мирон — визначний діяч ОУН, заступник референта Служби Безпеки Проводу ОУН

### Перебували
- меценат будівництва церкви Б. Тодорів.

## Галерея

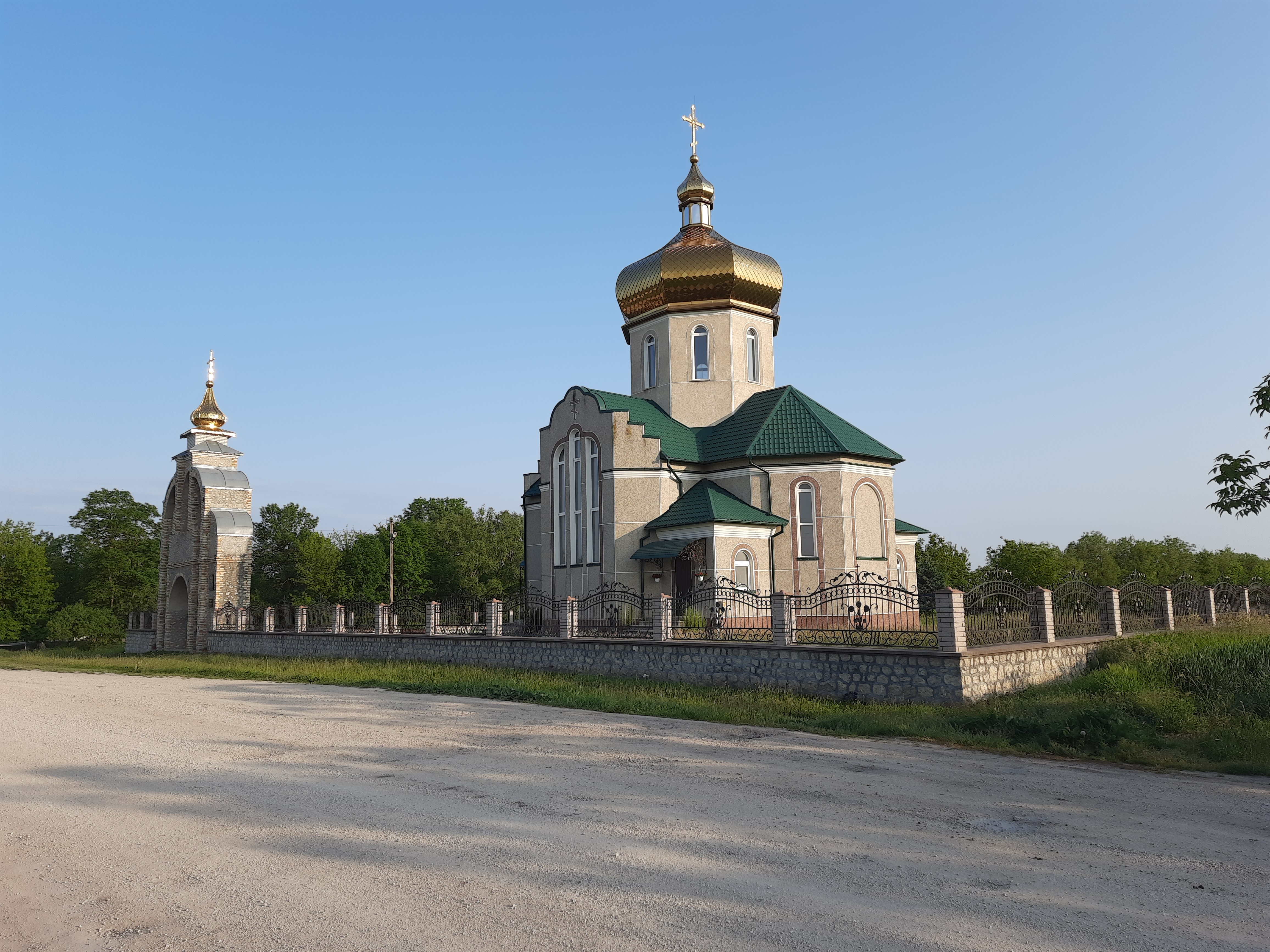
Петропавлівська церква
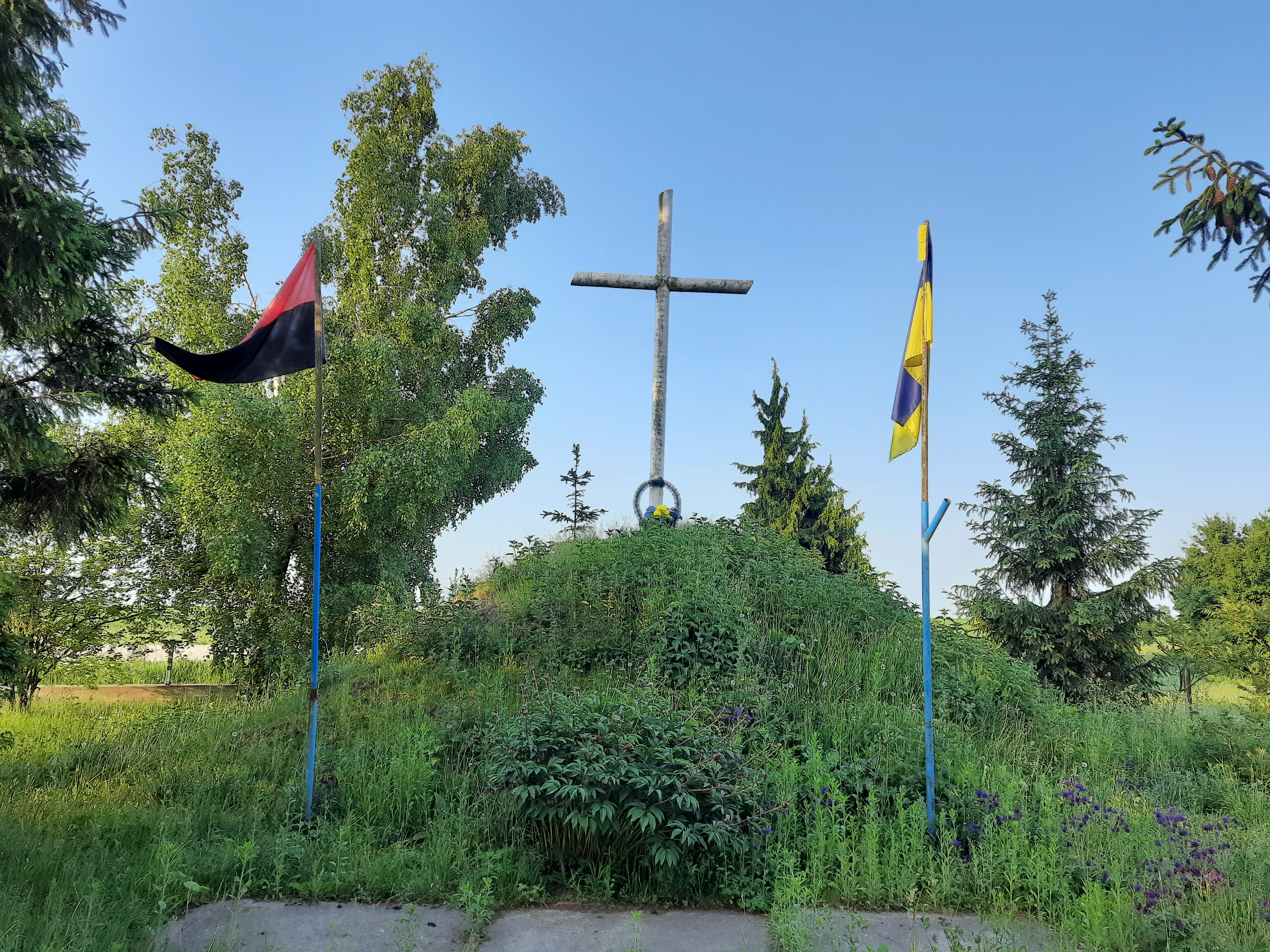
Символічну могила Борцям за волю України
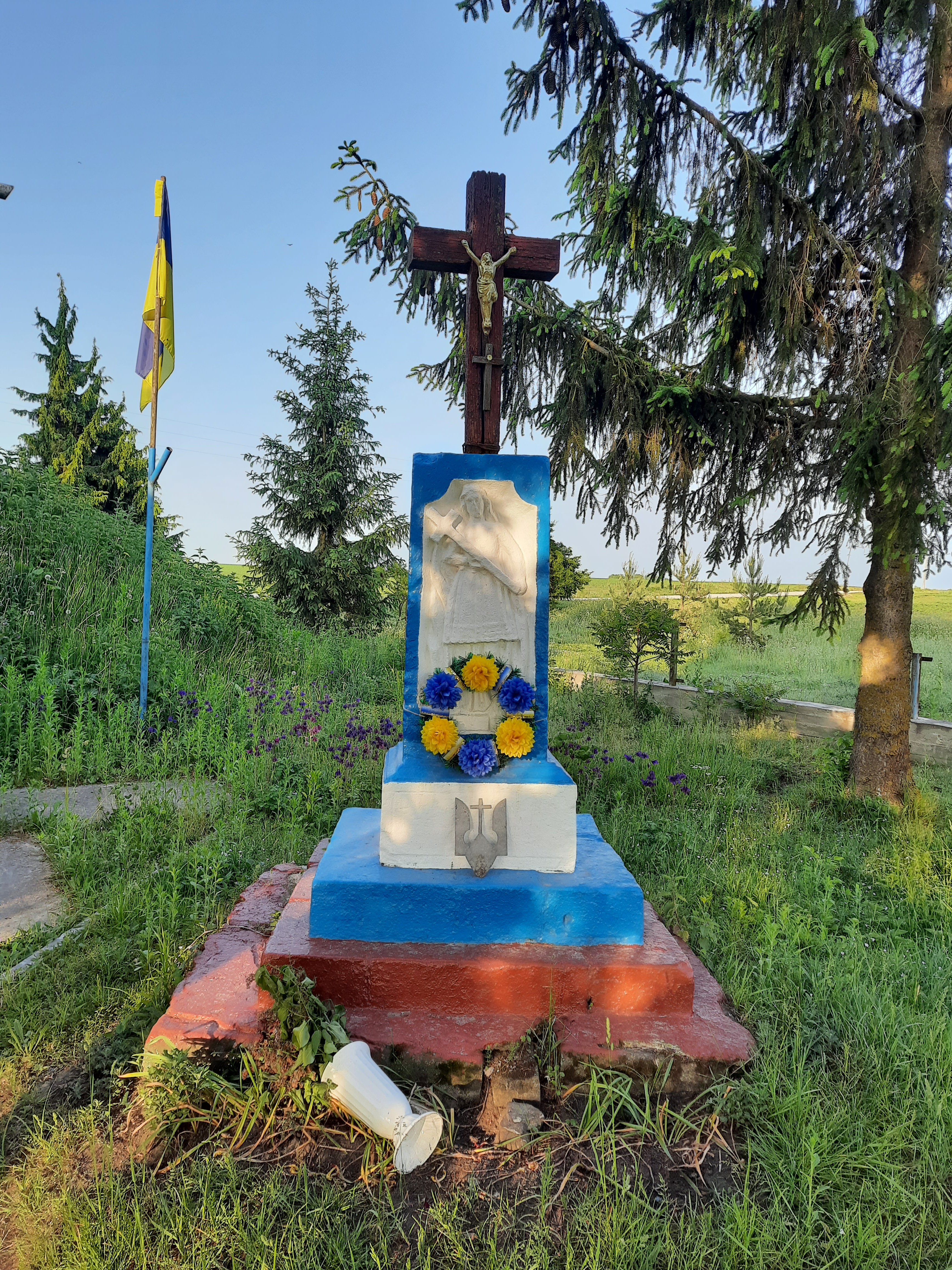
Пам'ятний хрест
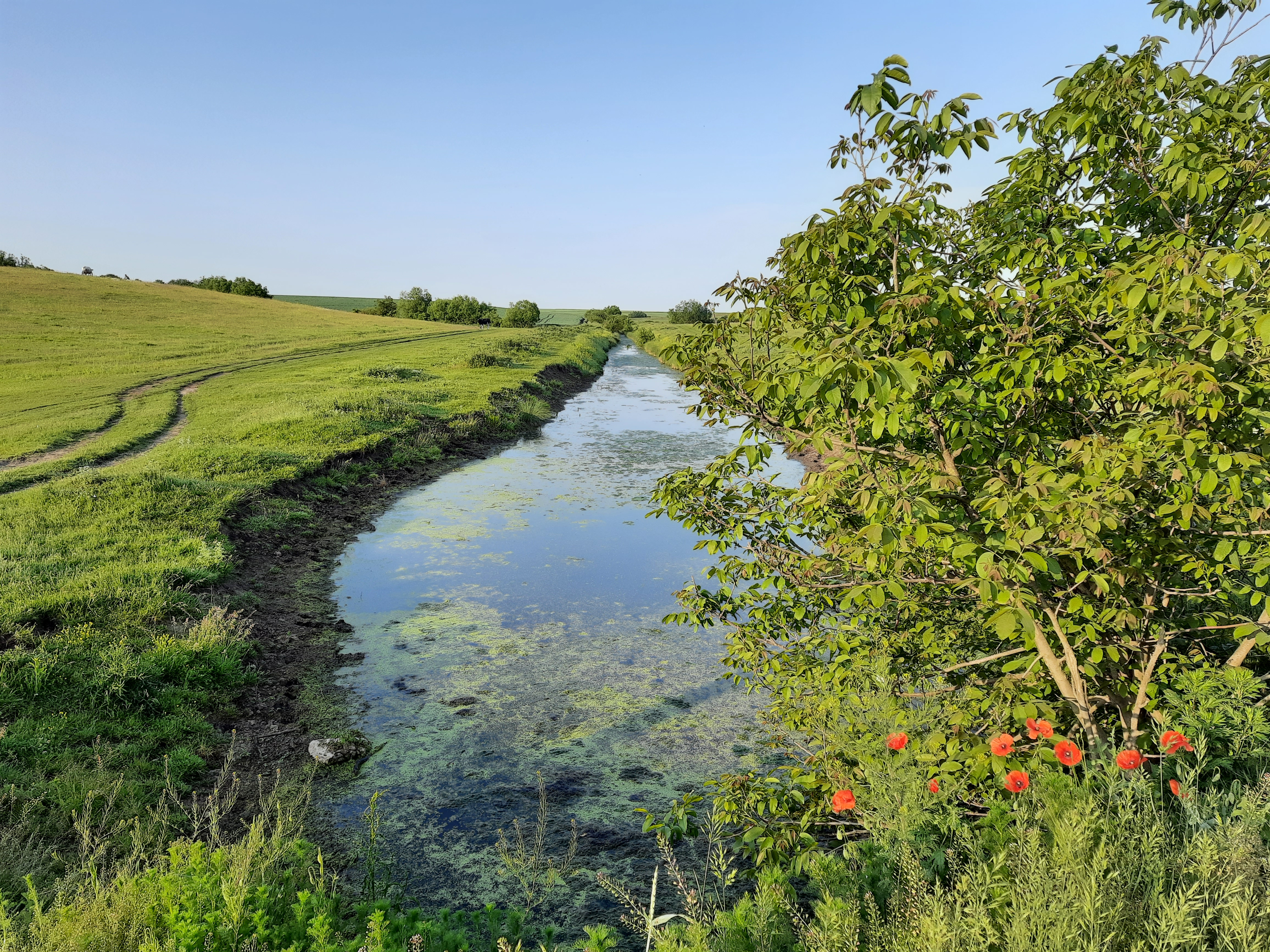
Краєвид біля села